# Distretto di Kartepe
Il distretto di Kartepe (in turco Kartepe ilçesi) è uno dei distretti della provincia di Kocaeli, in Turchia.